# Alejandro Sanz
Alejandro Sánchez Pizarro (Madrid, 18 de diciembre de 1968), conocido artísticamente como Alejandro Sanz, es un cantautor y compositor español. Ha vendido más de 25 millones de discos en todo el mundo y ha ganado 24 Grammys Latinos y 4 Grammys estadounidenses. Asimismo, ha realizado colaboraciones con diversos artistas nacionales e internacionales. Es Hijo Adoptivo de la ciudad de Cádiz, al haber pasado su infancia en Algeciras, ciudad de la cual fue nombrado embajador. Actuó en la ceremonia inaugural de los Juegos Olímpicos de Tokio 2020, interpretando junto con otros tres artistas de fama internacional la canción «Imagine» de John Lennon. Cada uno de estos artistas representaba a un continente y Alejandro era el representante de Europa. 
Inició su carrera en 1989 con el álbum Los chulos son pa' cuidarlos, con el nombre artístico de Alejandro Magno. En 1991 lanzó su segundo álbum —y el primero oficialmente como Alejandro Sanz— titulado Viviendo deprisa.
Alejandro ha experimentado, buscado y acomodado diferentes estilos. Tras editar Si tú me miras (1993) y 3 (1995), alcanzó un éxito de masas a partir de 1997 con la publicación de Más, que incluía sencillos como Y, ¿si fuera ella?, Corazón partío o Amiga mía, y se convirtió en el disco el más vendido en la historia de España con dos millones de ventas en el país y cuatro en el exterior. Siendo ya una figura consolidada dio el paso definitivo hacia el mercado americano con El alma al aire (2000), un disco que dejaba entrever ese cambio de sonidos flamencos, latinos y roqueros confirmados en No es lo mismo (2003) y El tren de los momentos (2006).
En noviembre de 2009 salió a la venta Paraíso Express, que incluía el exitoso dueto con la artista estadounidense Alicia Keys llamado Looking for Paradise. En 2011, cumplió veinte años en la música, a la que hacía un tributo en su siguiente disco, publicado en 2012: La música no se toca, un álbum de pop clásico que sería el primero con la discográfica Universal Music.
En 2015, Sirope, una mezcla de pop, rock y funk demostrando versatilidad en las letras y en los estilos. En 2016, inmerso en su gira Sirope VIVO estrenó una colaboración con el cantante estadounidense Marc Anthony titulada Deja que te bese. En el vigésimo aniversario de su álbum debut +ES+ se le tributó un homenaje en el estadio Vicente Calderón, en el que actuaron distintos artistas nacionales.
En 2019, publicó #ElDisco, un álbum que cuenta con 10 canciones y con colaboraciones de Camila Cabello, Residente, Nicky Jam y Judit Neddermann. El disco y sus canciones obtuvieron ocho nominaciones a los Latin Grammy de las cuales ganó tres. Asimismo, ganó el Grammy al Mejor Álbum de Pop Latino.
En 2021 y con motivo de sus treinta años de carrera publicó SANZ, producido por Alfonso Pérez y Javier Limón, con sonidos de música caribeña y flamenco, a modo de "resumen" de su carrera. El álbum fue número uno en España y certificado platino en su primera semana en ventas siendo uno de los álbumes más vendidos ese año.

## Infancia y adolescencia
Su padre, Jesús Sánchez Madero era oriundo de Algeciras y su madre, María Pizarro Medina de Alcalá de los Gazules. Alejandro Sanz, sobrino de Luis Pizarro, dirigente del PSOE y exconsejero de la Junta de Andalucía. Nació en Madrid, en el barrio de Pueblo Nuevo y a los ocho años se mudó al distrito madrileño de Moratalaz, en donde estudió en el instituto Mariana Pineda. En la época de su explosión artística, vivía todavía con sus padres en un piso de la urbanización Osa Menor en la avenida del Doctor García Tapia. En su portal se juntaban grupos de adolescentes a la espera de un autógrafo, bien organizados por el portero de la finca: Cayetano Ruiz.
Pasaba muchas vacaciones en el pueblo de su madre, Alcalá de los Gazules, así como en la ciudad de su padre, Algeciras, en la que ha rodado algunos de sus videoclips además de haberle dedicado varias canciones, como 'Llueve Alegría' junto a Malú o la interpretación del sencillo 'Adivínalo, de qué pueblo soy' reinterpretando una letra original de Florencio Ruiz Lara.
Su pasión por la música empezó a muy temprana edad. Empezó a tocar la guitarra con 7 años, y a los 10 empezó a componer sus propias canciones.
Ya adolescente, integró junto con Carlos Rufo (tiempo después, guitarrista de Melendi) el grupo de heavy metal "Jinete inmortal", destacando Alejandro Sanz como sus principales influencias por aquel entonces a cantantes como Dio o bandas como Motörhead. El escaso éxito comercial del grupo y la precariedad de sus conciertos (llegando incluso a tener que actuar en clubes de alterne) hicieron que decidiera abandonar esa formación antes de su debut discográfico en 1989, ya bajo el nombre de “Hiroshima”.
La afición por la música, como el mismo Alejandro dice, es herencia de su padre, Jesús Sánchez Madero, que era músico y formó parte de dos agrupaciones: uno de ellos Los 3 de la Bahía, grupo con el que grabó el sencillo Pablo, voy a matarte.

## Carrera artística

### 1989-1990:Los chulos son pa' cuidarlos
Tras abandonar el heavy metal de sus inicios, dio un giro a su carrera a finales de 1989, al grabar el disco Los chulos son pa' cuidarlos a los 21 años, bajo el seudónimo de Alejandro Magno. Este disco de estilo Techno-Flamenco, contenía 10 temas y fue producido por Miguel Ángel Arenas. En la portada, Alejandro Magno aparece ataviado con un chaleco torero con chorreras. Este disco fue gracias a la familia Galofré, ya que Alejandro iba de pequeño con los Galofrés a cantar a su casa.
Para la contraportada, Alejandro elige otro traje de luces bajo el que deja ver una camiseta estampada con un smiley —estandarte del acid-house—. Este disco lanzado bajo el sello de Hispavox, no contó con publicidad y actualmente es difícil conseguirlo en tiendas. El propio Alejandro Sanz no habla nunca de su primer disco ni tampoco consta en su página oficial. Poco después, en 1990, participa junto a Tino Casal en el segundo disco de Juan Carlos Valenciaga, en el tema Como un placer.

### 1991:Viviendo deprisa
Su despegue musical se da en 1991, cuando firma con el sello Warner Music, y graba un nuevo LP, Viviendo deprisa, con 10 canciones de su autoría. El álbum fue producido por Miguel Ángel Arenas «Capi» y fue grabado íntegramente en España. Musicalmente, este disco es de estilo pop-romántico, y se enfoca principalmente al público femenino.
En un principio, nadie le vaticinaba su éxito debido a lo complejas que eran sus letras, ya que no encajaban con la juventud de esa época. Sin embargo, canciones como «Los dos cogidos de la mano», «Pisando fuerte» y «Se le apagó la luz» llegaron a los primeros puestos de las listas de éxitos en España y se mantuvieron en lista durante más de 8 semanas consecutivas. De esta manera, Alejandro Sanz se embarcó en su primera gira promocional por toda la península ibérica, haciendo presentaciones en teatros y lugares pequeños, teniendo reconocimiento mundial y también en Irán e Israel.
Viviendo deprisa llegó a vender más de un millón de copias.

### 1993-1994:Si tú me mirasyBásico
A finales de 1992, Alejandro Sanz viajó a Londres, Inglaterra a preparar lo que sería su nuevo trabajo discográfico, repitiendo en la producción Miguel Ángel Arenas, Nacho Mañó en colaboración con Paco de Lucía. Este trabajo siguió la línea musical de su anterior álbum, el disco se llamó Si tú me miras, el cual fue lanzado al mercado el 17 de agosto de 1993. El disco tuvo muy buena recepción por parte de la crítica, considerando al artista como un “Poeta musical”.
De esta manera el cantautor español, se hizo conocido no solo como cantante y músico, sino también como compositor, gracias a temas como: Si tú me miras y Cómo te echo de menos. Al disco le fue bien en ventas y aunque no superó las cifras de su trabajo anterior, este álbum supuso un paso más en la carrera musical del cantante, mostrando a un Alejandro mucho más maduro con letras que hablaban no solo del amor, sino también de temas sociales.
Al año siguiente grabó un especial acústico con cinco canciones de ambos discos. Esta producción en compañía de Los 40 principales se llamó Básico y fue lanzado a finales de 1994. Ese año también colaboró en el primer disco del vocalista del grupo Hombres G, David Summers, tocando la guitarra en la canción De Vuelta A Casa. Con este álbum, Alejandro Sanz, comenzó su segunda gira de conciertos por toda España.
 Si tú me miras, vendió poco más de 1110 mil copias mundialmente.

### 1995:3
En 1995 y buscando un sonido más internacional, Alejandro viajó a Venecia, Italia, para grabar lo que sería su cuarto disco 3. En esta ocasión trabajó con el reconocido productor italiano, Emanuele Ruffinengo y nuevamente con Miguel Ángel Arenas "Capi", su productor habitual. Este álbum contó con una mayor promoción por parte de la discográfica, llevando la música del cantautor español, no solo a Europa, sino también a América.
Asimismo a mediados de los años 1990, era común que los cantantes de gran popularidad, hicieran crossovers para conquistar otros mercados musicales, tal como era el caso de Michael Jackson y Madonna, los italianos Laura Pausini y Eros Ramazzotti o el brasileño Caetano Veloso. Para lo cual a finales de ese año, tanto el cantante español como la discográfica, queriendo aprovechar el éxito del álbum, decidieron lanzar 2 ediciones especiales, una en italiano y la otra en portugués, logrando discos de oro y platino por este trabajo.

### 1997-1999:Más
Poco a poco, Alejandro Sanz se hizo conocido en el mundo de la música, pero no fue hasta el lanzamiento de su álbum Más, en el que su carrera dio un vuelco radical. Este disco grabado íntegramente en Italia y España, fue producido nuevamente por Emanuele Ruffinengo y Miguel Ángel Arenas; y significó la consolidación del cantante español a nivel nacional e internacional. Su público se amplió a personas de todas las edades y de ambos sexos, y pasó a ser uno de los artistas más conocidos de España.
Su primer gran éxito Corazón Partío, estuvo por más de 70 semanas en las carteleras de música a nivel mundial, le siguieron temas de gran éxito como: Amiga mía, el cual estuvo más de 40 semanas en el top de las carteleras. El tema Aquello Que Me Diste cuyo videoclip obtuvo un reconocido galardón como Video del Año en su país y su reproducción se pudo ver desde cualquier país de Latinoamérica y parte de Europa y los Estados Unidos. Asimismo los temas: Si hay Dios, Siempre es de Noche y Y, ¿Si fuera Ella?, ocuparon los primeros lugares en Latinoamérica, superando así el récord de sencillos de su anterior trabajo discográfico.
Con el éxito de este álbum, Alejandro Sanz se embarcó en su primera gira mundial Concierto: Tour Más a lo largo de todo 1998 y 1999, llevando su música a países fuera de España, como: Argentina, Chile, Brasil, Ecuador, Venezuela, México, USA, Portugal, Italia o Reino Unido y otros continentes como Asia . Realizando más de 80 conciertos con lleno total. Esta gira se grabó en el Palau Sant Jordi de Barcelona, España, los días 18 y 19 de junio de 1998. Concierto que posteriormente se lanzó en DVD.
El álbum Más, vendió más de 5 millones de copias mundialmente y es considerado el álbum más exitoso de Alejandro Sanz en toda su carrera musical.

### 2000-2001:El alma al aire
Considerado como uno de los mejores cantantes españoles a nivel mundial. Alejandro Sanz comenzó el nuevo milenio con un nuevo trabajo discográfico, nuevamente de la mano de Emanuele Ruffinengo, este trabajo se llamó sugestivamente El Alma al Aire, y es el primer álbum que Alejandro graba en el continente americano (Miami, USA). Alejandro explica el significado del título del disco: "Yo creo que son los dos ingredientes para el potaje de la música, que son el aire y el alma. Sí no tienes alma, no tienes aire, no hay posibilidades de hacer".
Alejándose más y más del sonido Pop original, y acercándose poco a poco al flamenco y otros sonidos más mediterráneos, con este disco el cantante español logra otro éxito más en su carrera musical. En tan solo una semana, rompe récord de ventas en España con 1 millón de copias vendidas, solo en ese país, gracias al éxito del tema Cuando Nadie Me Ve. El videoclip de este tema fue dirigido por el francés Sebastien Grousset, en donde el cantante aparece en un ring con una mujer, el cantautor aclaró que "se realizó en distintas locaciones de Madrid y creo que es el más fuerte por el contenido y las escenas y fue todo un desafío hacerlo".
Le siguieron otros éxitos como: Quisiera Ser en cuyo videoclip dirigido por el español Alejandro Toledo, participa la modelo española, Esther Cañadas. Y como tercer sencillo el tema El Alma Al Aire, también dirigido por Alejandro Toledo y rodado en Madrid y El Escorial, contó con la participación especial del cantante Miguel Bosé, el cineasta español Santiago Segura, así como los actores Gabino Diego y José Coronado. Ese mismo año se embarcó en una nueva gira mundial, su concierto más importante fue el que ofreció en el estadio Vicente Calderón de Madrid ante más de 60.000 personas, el cual más tarde fue editado en DVD. En 2001, en su creciente popularidad internacional, realizó colaboraciones con artistas extranjeros como The Corrs, grupo con el que graba una versión en inglés de su tema Me Iré titulada The Hardest Day y una versión en español del tema de The Corrs One Night llamada Una Noche, que es editada en el primer recopilatorio de la banda irlandesa, Best Of The Corrs. En 2001 también colabora por vez primera con Miguel Bosé, con una breve participación en el tema Puede Que del álbum de Bosé Sereno. 
Ese mismo año se convirtió en el primer artista español en hacer un unplugged para la cadena televisiva MTV, grabado el 2 de octubre de 2001, en el famoso Teatro Gusman Center for the Perfoming Arts de Miami, Estados Unidos y lanzado posteriormente bajo el nombre de Alejandro Sanz: MTV Unplugged. Asimismo interpretó en la gala de los Grammy Awards su tema Quisiera Ser a dúo con el grupo americano Destiny’s Child.
El alma al aire llegaría a ser otro éxito con más de 5 millones de copias vendidas en todo el mundo.

### 2003-2005:No es lo mismo

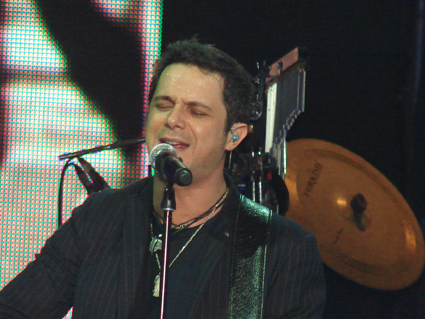
Concierto en Buenos Aires (2007).

Ya en 2003, Alejandro Sanz regresó con un nuevo álbum No es lo mismo el cual fue grabado en Madrid y Miami. Es la primera vez que el cantante toma las riendas en las labores de producción junto con el arreglista y productor cubano Lulo Pérez, también colaboraron músicos estadounidenses e hispanos de primer nivel como: Anthony Jackson, Michael Landau, Vinnie Colaiuta, Horacio “El Negro” y la participación especial de Paco de Lucía en una de las canciones. Un álbum donde el músico sorprendió a propios y extraños con un sonido muy alejado del pop y el cual Sanz considera "es más urbano", en palabras del propio cantante agregó que: “Según acabé el disco anterior, El alma al aire, en julio de 2000, me planteé hacia dónde quería ir".
El primer sencillo de este disco fue el tema No es lo mismo, cuyo videoclip fue grabado en una localización en Chapultepec en México, bajo la dirección del barcelonés Jaume de Laiguana, responsable de toda la imagen del nuevo álbum. Le siguieron sencillos como: He sido tan feliz contigo, Regálame la silla donde te esperé y Try To Save Your Song. Pese a que la crítica consideró el disco como un cambio positivo en la carrera del cantante, la recepción por parte de los fanáticos fue algo “fría”, ya que sus seguidores estaban más acostumbrados a sus baladas románticas.
Al año siguiente, el cantante inicia la Gira No Es Lo Mismo 2004 en la Plaza de Toros de Las Ventas de Madrid los días 14 y 16 de septiembre de 2004, lanzada posteriormente en DVD. Ese mismo año, se lanzó una edición especial llamada Grandes Éxitos 91-94, es una caja recopilatoria que contiene los grandes éxitos de Alejandro Sanz junto a un DVD con sus videos musicales y rarezas. El único sencillo extraído fue el inédito Tú No Tienes Alma. En el año 2005 colaboró en el nuevo disco de Shakira, e hizo un dueto con ella en el tema La Tortura, que tuvo un gran éxito en países como España, México y Estados Unidos; cantando esta canción con la colombiana se convirtió en el primer artista español que abrió una gala de los MTV Video Music Awards.
Para finales de 2005, el álbum tuvo buenas cifras en ventas, pero no se comparó con sus trabajos anteriores, llegando a vender solo poco más de un millón 500 mil copias a nivel mundial.

### 2006-2007:El tren de los momentos
Después de una larga gira de conciertos por todo el mundo. Alejandro Sanz regresó en 2006 con un nuevo trabajo discográfico titulado El Tren De Los Momentos, nuevamente producido por el cantante en colaboración con el productor cubano Lulo Pérez, fue grabado en La Habana, Miami, Bahamas y Madrid. En este nuevo disco, Alejandro Sanz colabora con grandes músicos y cantantes del panorama musical internacional como: Juanes, Calle 13, Álex González del grupo Maná, Carlos Baute y la colombiana Shakira, quien después de colaborar en su tema La Tortura, esta vez lo hacen en el tema Te lo agradezco, pero no.
El 25 de septiembre de 2006 se lanzó el primer sencillo A La Primera Persona, un tema de desamor, cuyo videoclip fue rodado en la ciudad de Nueva York y contó con la participación de la actriz española Paz Vega. El segundo sencillo fue Te lo agradezco, pero no, un dúo con la cantante colombiana Shakira. El próximo sencillo sería "Enséñame Tus Manos", una balada con tiempos lentos que recuerda el estilo musical de sus inicios. Los 3 videoclips cuentan 1 sola historia, en donde el segundo videoclip comienza donde terminó el primero y así. Todos los videos fueron dirigidos por el barcelonés Jaume de Laiguana.
El 22 de mayo de 2007 se editó una edición especial de su exitoso álbum El Tren De Los Momentos, en el que se incluyen canciones inéditas, remezclas, etc., así como un DVD con material inédito, los vídeos musicales, con sus respectivos Making-Of. También se lanzó un DVD de su cuarta gira mundial llamada El Tren De Los Momentos: En Vivo Desde Buenos Aires grabado el 23 de marzo de 2007, en el Estadio River Plate en Buenos Aires, Argentina. El 2 de octubre de ese año, Alejandro Sanz lanza su primer perfume que ha llamado Siete como «la magia de las siete notas musicales con las que se lleva componiendo desde hace siglos». Este se encuentra en dos versiones, Siete Alejandro Sanz Woman y Siete Alejandro Sanz Man. El 20 de marzo del mismo año colabora con el cantante español Miguel Bosé en la canción «Hay días» en su disco "Papito".
A finales de ese año El Tren De Los Momentos, vendió más de 3 millones de copias a nivel mundial.

### 2009-2010:Paraíso Express
En junio de 2009, el cantante confirmó en su web oficial, el nombre de su nuevo trabajo discográfico llamado Paraíso Express, Alejandro Sanz regresó al sonido Pop con algunos toques de Rock y a las baladas que caracterizaron sus 4 primeros discos. Este álbum fue producido por el mismo Alejandro en colaboración con el músico y productor puertorriqueño Tommy Torres, quienes dieron al disco un estilo cercano al Pop/Rock británico. Este álbum contiene 10 canciones inéditas, escritas y producidas por el cantante español.
El lunes 14 de septiembre de 2009, Sanz lanza el primer sencillo Looking For Paradise a dúo con la cantante estadounidense Alicia Keys, fruto de una amistad nacida en un concierto de Rock in Rio. El videoclip fue rodado en Barcelona, España, durante el mes de septiembre bajo la dirección del español radicado en USA, Pedro Castro. El segundo sencillo fue Desde cuándo lanzado el lunes 14 de diciembre de 2009, el videoclip fue filmado en los estudios Golden Oak Ranch de Disney en Los Ángeles, California. Fue dirigido nuevamente por Pedro Castro, y tuvo como protagonista a la actriz estadounidense Eva Longoria.
El tercer sencillo fue Nuestro amor será leyenda fue lanzado el lunes 15 de marzo de 2010, fue grabado en Madrid bajo la dirección del español Alejandro Toledo. El cuarto y último sencillo fue Lola Soledad dirigido por Gracia Querejeta y tuvo como protagonista a la actriz española Maribel Verdú.
Durante 2010, el cantante español inició su gira mundial llamada Gira Paraíso, con más de 90 presentaciones en América Latina, USA y Europa, dicho concierto fue grabado en el Palacio de Deportes de Madrid en 3D y HD, y lanzado en diferentes salas de cine a nivel mundial en junio de 2011.
Paraíso Express, vendió más de 800.000 copias a nivel mundial.[cita requerida]

### 2011–2012: Cambio de discográfica y otros proyectos

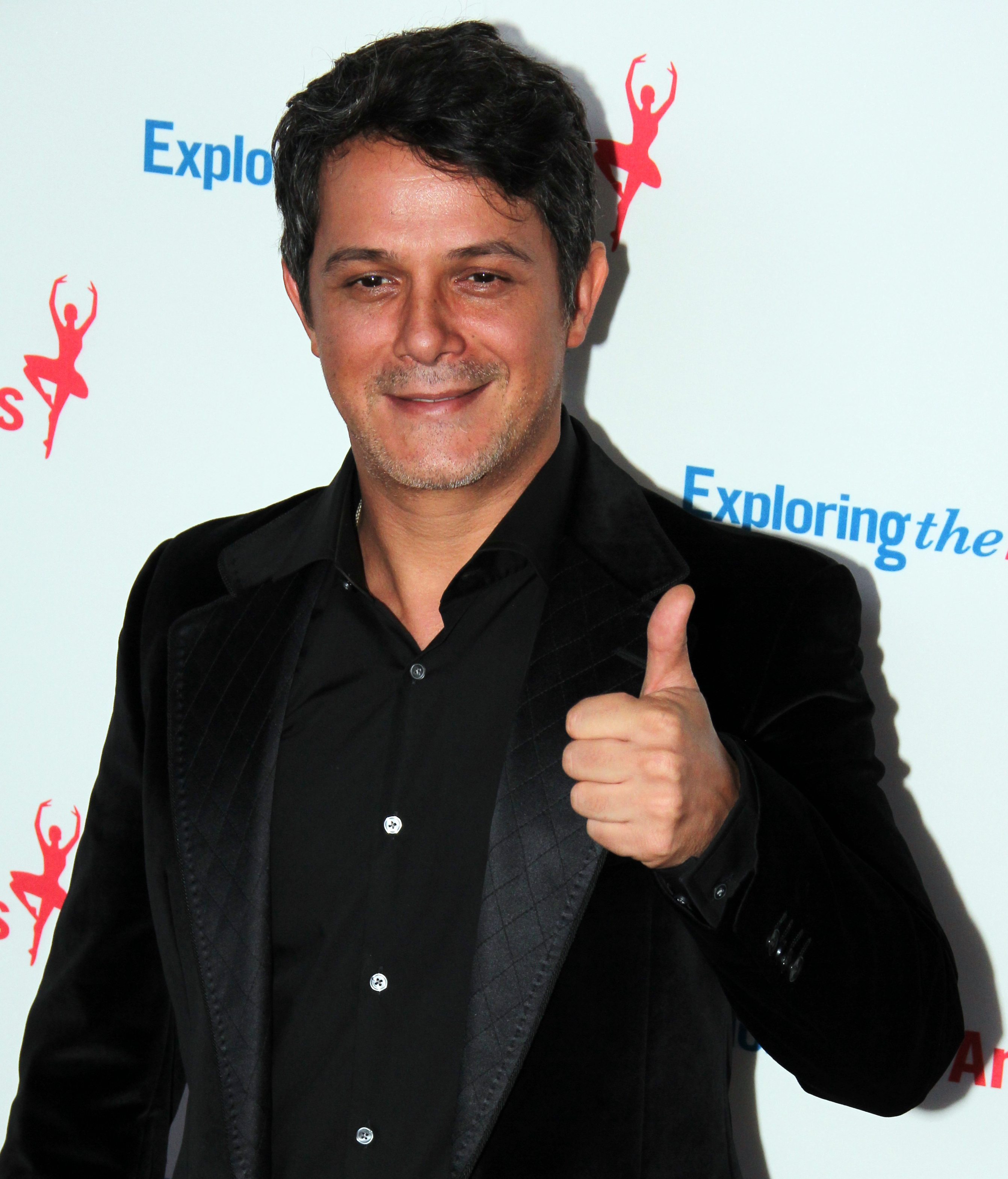
Alejandro Sanz en la Gala de Tony Bennett 2011

El sábado 12 de febrero de 2011, el cantante rompió relaciones con la discográfica WEA Latina, con la que llevaba trabajando veinte años, y firmó con Universal Music Group, anunciando la publicación de un nuevo álbum para el 2012.
Posteriormente grabó una canción a dúo con el veterano Tony Bennett, un clásico de Armando Manzanero: «Esta tarde vi llover» (en versión bilingüe titulada en inglés «Yesterday I Heard the Rain»). La canción se ha incluido en el álbum de duetos de Bennett Duets II, donde también colaboran Lady Gaga, Amy Winehouse y otras estrellas internacionales.
Así mismo, participó como mentor y formó parte del jurado en la primera edición del programa mexicano La voz México de Televisa, junto a Lucero, Espinoza Paz y Aleks Syntek. El 18 de diciembre de 2011 se corona como mentor ganador junto con su pupilo Oscar Cruz, ganador de La voz México de Zacatlán de las Manzanas, Puebla. El 4 de septiembre de 2012, Alejandro Sanz vuelve a colaborar con Miguel Bosé en la canción «Te comería el corazón», el cual está incluido en el nuevo disco del español, "Papitwo".

### 2012-2014:La música no se toca
Tras firmar con una nueva discográfica Universal Music Group, Alejandro Sanz volvió a la escena musical en junio de 2012 con el tema, «No me compares», primer sencillo de su nuevo álbum La música no se toca y cuyo videoclip fue dirigido por el director estadounidense Ethan Lader. El 17 de septiembre de 2012 estrena el segundo sencillo «Se vende», una semana antes del lanzamiento del disco, el videoclip se rodó en Madrid bajo la dirección del reconocido director español David Alcalde. El 22 de febrero estrena el videoclip de su tercer sencillo, «Mi marciana», El lugar elegido para la grabación del videoclip fue Veracruz, (México), y la dirección corrió a cargo de Ángel Flores Torres. El 10 de mayo de 2013 estrena el videoclip de su cuarto sencillo «Camino De Rosas», un videoclip dirigido por el actor y director argentino Gustavo Garzón, fue rodado en varias locaciones de Miami.
Esta nueva producción, grabada en Miami, está dirigida y producida por el propio Alejandro Sanz junto al productor colombiano Julio Reyes Copello. Alejandro Sanz terminó su nuevo disco el 8 de mayo de 2012. y el cual, contará con la participación de la Orquesta Miami Symphonic String Orchestra así como de reconocidos músicos a nivel internacional.
Además, se encuentra nominado a los Premio Grammy Latinos 2012 por el sencillo «No me compares», en las categorías de Canción del año y Grabación del año. En 2012, (Tijuana, Baja California) hubo un concierto en el que asistieron más de 10 000 personas con algunas de sus famosas canciones como «No me compares» y «Amiga mía».
En noviembre de 2013 se pública 20 - Grandes Éxitos, un álbum recopilatorio de la cantante italiana Laura Pausini. Se pública cómo primer sencillo «Limpio», a dúo con la cantante Australiana Kylie Minogue el cual se posicionó como n.º 1 y fue certificado cómo disco de oro en Italia. Tras el exitoso sencillo, se desprende «Víveme», junto a Alejandro Sanz y es elegida cómo el segundo sencillo del álbum para América Latina, España y Estados Unidos.
 El videoclip de la canción se grabó el día 17 de diciembre de 2013, juntos Pausini y Sanz en la ciudad de Madrid, España. Además se destaca qué el vídeo se publicó el 1 de enero de 2014, siendo el primer videoclip del año. «Víveme», logra un top 10 en la categoría de Latin Pop Songs de la revista Billboard en los Estados Unidos.
Su único concierto en España el año 2014 fue en el Festival Starlite de Marbella (Málaga).

### 2014-2016:Siropey "Sirope Vivo"
El 4 de mayo de 2015 salió su décimo álbum de estudio, Sirope, producido por el argentino Sebastián Krys. Lanzado en formato digital, físico y vinilo. El primer sencillo del álbum, «Un zombie a la intemperie» se publicó el 2 de marzo, alcanzando el número 1 en 14 países. La canción debutó N.º 1 de ITunes en España y en N.º 1 de ITunes en 14 países de Latinoamérica, US Latin y ratificó su posición en la lista de ventas Top 200 de canciones de España al igual que en México en la clasificación de Monitor Latino. El videoclip oficial de este sencillo, dirigido por Rubén Martín y con la participación de las actrices Inma Cuesta y Marta Etura, alcanzó los 2 millones de visitas en Youtube/Vevo 10 días después de su estreno.  El segundo sencillo fue la canción A que no me dejas un medio tiempo alternado con mariachi, además de la versión original, fue lanzada junto con el cantante mexicano Alejandro Fernández. El tercer sencillo extraído de este disco fue Capitán Tapón un mid-temp dedicado a su hijo Dylan. Producido junto a Sebastián Krys. Sirope fue el disco más vendido en las listas españolas del año 2015, batiendo récords de ventas en su primera semana y siendo quíntuple disco de platino, además en Latinoamérica y Estados Unidos ha sido multiplatino consolidándose como uno de los discos más vendidos de 2015. Cuenta con la colaboración de Juan Luis Guerra en "Suena La Pelota".
El álbum ganó el Grammy Latino a Mejor álbum pop contemporáneo en 2015. Además ese mismo año el productor de ese mismo disco Sebastián Krys Los temas "A que no me dejas" y "Pero tú" sirvieron como temas principales de la telenovela mexicana A que no me dejas producida por Televisa, ganando el premio TVyNovelas al mejor tema musical por el tema del mismo nombre. En LOS40 Music Awards ganó dos premios a Mejor Álbum por Sirope y a mejor gira por "Sirope Vivo".
El 27 de noviembre de 2015, salió la reedición del disco que fue titulado como "Sirope VIVO" que incluía el concierto de la exitosa gira realizado los días 8 y 9 de septiembre en el Palacio de los Deportes de Madrid, contando con la colaboración de Zucchero, Pablo López, Vanessa Martín y la artista brasileña Paula Fernandes. Además incluía el tema inédito "El cuaderno del alba". En 2016, inmerso en su gira "Sirope VIVO" estrena colaboración con el cantante estadounidense Marc Anthony titulada "Deja que te bese", convirtiéndose en éxito.
Además de esto, Alejandro Sanz fue coach de la tercera edición de La voz en España junto a Malú, Antonio Orozco y Laura Pausini. En marzo de 2016 vuelve como entrenador de la quinta temporada de La voz México Junto a Gloria Trevi, el dueto de Regional Mexicano Los Tigres del Norte y el reguetonero J Balvin. En septiembre de 2016 vuelve a ser coach en la cuarta edición de La voz, junto a Malú, Manuel Carrasco y Melendi.

### 2017:Más es más
El 19 de enero de 2017, anuncia un único concierto con el sobrenombre Más es Más en el estadio Vicente Calderón de Madrid, para celebrar las dos décadas de su álbum Más, el disco que en palabras del músico fue «el reventón más grande de su carrera». Publicó en sus redes sociales oficiales el 6 de noviembre del mismo año, un extracto de video de su concierto Más es Más. La canción interpretada es  «Si hay Dios» en colaboración con la artista Pastora Soler. El álbum salió a la venta en su versión CD + DVD, y además hay una edición limitada que incluye 2 discos de vinilo (LP).

### 2018-2020:#ElDisco, La Gira y El Mundo Fuera
En noviembre de 2018, lanzó el sencillo «No tengo nada», el cual sería el primero de su próximo álbum discográfico, que finalmente se confirmó que llevaría el nombre de #ElDisco.
El 7 de febrero de 2019, estrenó el video musical de su segundo sencillo, «Back in the city». La canción cuenta con ritmos latinos y urbanos, acompañado de Nicky Jam. En marzo de ese mismo año, anunciaría que su nuevo sencillo sería «Mi persona favorita», en el que colabora con Camila Cabello. Este último sencillo fue certificado con disco de platino en España y disco de oro en Estados Unidos. 
El 13 de abril de 2019 es nombrado Hijo Adoptivo de la ciudad de Cádiz.
Tras una gran aceptación comercial del álbum, el cantante español iniciaría su gira mundial llamada La Gira, con más de 75 presentaciones en América Latina, USA y España. El 6 de diciembre de 2020 lanza una reedición especial que incluye 2 CD con el audio completo del concierto celebrado en el Wanda Metropolitano + DVD con el concierto completo + CD #eldisco, convirtiéndose así el primer artista español en llenar el Wanda Metropolitano.
2020 es el año de la pandemia y pese a ello Alejandro Sanz se une a Juanes en marzo de 2020 para ofrecer desde Miami un concierto en streaming bajo los títulos #laGiraSeQuedaEnCasa y #JuanesParaTodos siendo un éxito en la plataforma Youtube.
En abril de 2020, estrenó el video musical El mundo fuera. Una canción a piano y voz. En diciembre de 2020, con ese mismo título lanzaría el documental El mundo fuera; una coproducción de Dada Films & Entertainment, Mow Manager y Universal Music Spain que se estrenó en Movistar Plus+ y salió a la venta el 18 de diciembre sale a la venta en DVD, está dirigido por Charlie Arnaiz, Alberto Ortega y Óscar García Blesa, quienes se sorprendieron por la respuesta masiva que tuvo la idea del artista.
En mayo de 2020 colabora junto con Carlos Vives en el tema For Sale.

### 2021-2023: Estrella en el Paseo de la Fama,SANZ,SANZ en VIVOyCorrecaminos EP
El 23 de julio de 2020, el cantautor español participó en la ceremonia de inauguración de los Juegos Olímpicos de Tokio 2020, con una interpretación de la canción de John Lennon, Imagine. El cantante hizo esta actuación de forma virtual debido a todas las medidas sanitarias que no permiten público en la celebración de esta ceremonia. Sanz representaba a Europa y compartió actuación con Suginami Junior Chorus, Angélique Kidjo, John Legend y Keith Urban, que también actuaron en el vídeo.
En octubre de 2020 el cantautor español recibió una estrella, la número 2073, en el Paseo de la Fama de Hollywood. Siendo el noveno artista español en conseguir dicho reconocimiento.
En 2021 y con motivo de sus treinta años de carrera publica el álbum discográfico SANZ, producido por Alfonso Pérez y Javier Limón. Este álbum se convirtió rápidamente número uno en España y certificado platino en su primera semana en ventas siendo uno de los álbumes más vendidos ese año.
El 16 de junio de 2022 publica el sencillo NASA junto con Camilo, perteneciente al tercer disco de estudio del artista colombiano titulado De adentro pa' fuera.
El 5 de agosto publica La despedida, siendo uno de los temas principales de la banda sonora de la película Bullet Train, protagonizada por Brad Pitt.
El 26 de agosto de 2022 publica el sencillo Soy/Sono junto con Eros Ramazzotti, perteneciente al disco de estudio del artista italiano titulado Latido infinito.
En 2022 inicia la gira SANZ en Vivo por la geografía española convirtiéndose en el solista masculino que logró congregar más asistentes en 2022. Cerca de 288.000 personas acudieron a los 16 conciertos de la gira Sanz en vivo celebrados en España. El cantautor español inicia 2023 con un éxito arrollador SANZ en Vivo en México, además de anunciar un total de más de 70 conciertos repartidos entre México, Colombia, Uruguay, Argentina, Estados Unidos, Puerto Rico, Chile, Ecuador y España.
El 24 de marzo publica su primer EP titulado Correcaminos que incluye el sencillo del mismo nombre con Danny Ocean, producida por Alizz (Rosalía, C. Tangana y Amaia) Correcaminos forma parte de un EP compuesto por el mismo nombre junto con Volé y Cuándo.
El 14 de junio de 2023, dio a conocer que abandonaba Universal Music, su segunda compañía discográfica y firmó un contrato discográfico con Sony Music Entertainment.
El 15 de diciembre de 2023, Alejandro realizó su último concierto del año en Madrid, España.

## Discografía
Álbumes de estudio
- 1989: Los chulos son pa' cuidarlos
- 1991: Viviendo deprisa
- 1993: Si tú me miras
- 1995: 3
- 1997: Más
- 2000: El alma al aire
- 2003: No es lo mismo
- 2006: El tren de los momentos
- 2009: Paraíso Express
- 2012: La música no se toca
- 2015: Sirope
- 2019: #ElDisco
- 2021: Sanz

EP's
- 2023: Correcaminos EP
- 2025: ¿Y ahora qué? EP

## Videografía oficial
- El Concierto-Tour Más '98, DVD
- Los Singles, DVD
- El Alma al Aire en directo, Estadio Vicente Calderón, DVD
- MTV Unplugged, DVD
- En Concierto- Gira No es lo mismo 2004
- Alejandro Sanz: Los Conciertos, Digipack
- Alejandro Sanz: Los Vídeos 91_04, DVD
- El tren de los momentos - En directo desde Buenos Aires, CD/DVD
- Canciones para un paraiso en vivo, CD/DVD
- Alejandro Sanz: Los Directos, Digipack
- La música se toca en vivo, CD/DVD
- Sirope Vivo, CD/DVD
- +ES+, CD/DVD
- #La Gira de #eldisco, Digipack
- Capítulo 142 FINAL de la telenovela mexicana, A que no me dejas

## Giras
- 1990-1992: Viviendo Deprisa Tour
- 1993-1994: Si Tú Me Miras Tour
- 1995-1996: 3 Tour
- 1998: Más Tour
- 2001-2002: Tour El Alma Al Aire
- 2004: Tour No Es Lo Mismo
- 2007-2008: Tour El Tren de los Momentos
- 2009-2011: Paraiso Tour
- 2012-2014: La música no se toca Tour
- 2015-2016: Sirope Tour
- 2017: Más es Más
- 2019-2021: #LaGira
- 2022-2023: Sanz en Vivo

## Vida personal
Alejandro Sanz estuvo casado con la modelo y actriz mexicana Jaydy Michel. Su matrimonio se celebró en Bali el 30 de diciembre de 1999, pero no fue reconocido legalmente en ninguno de los países de origen de los contrayentes. Ambos tienen una hija en común llamada Manuela Sánchez Michel, nacida en Madrid en 2001. Sanz y Michel se divorciaron en 2005. En 2005 también sería el pregonero del Carnaval de Cádiz. Ese mismo año el cantante sufre un duro golpe al fallecer su padre, Jesús Sánchez Madero, de 65 años de edad, el cual fue enterrado en el cementerio de La Almudena.
En diciembre de 2006 Alejandro Sanz reveló la existencia de un niño, su hijo llamado Alexander Sánchez, fruto de una relación fugaz con Valeria Rivera, una diseñadora de moda de Puerto Rico. Alexander nació en 2003, cuando el cantante aún estaba casado con Jaydy Michel.
En julio de 2011, Sanz dio la bienvenida a su tercer hijo, llamado Dylan, en Nueva York. Dylan es el primer hijo de su relación con Raquel Perera, con quién se casó el 26 de mayo de 2012 en Jarandilla de la Vera (Cáceres).  La pareja se separó en julio de 2019.
Alejandro Sanz también tiene un hermano cuyo nombre es Jesús Sánchez Pizarro. Jesús es un año mayor que Alejandro y es su único hermano. A pesar de tener una amplia familia compuesta por muchos primos, tíos y sobrinos, Jesús es el padre de las dos únicas sobrinas del cantante.
En la madrugada del 20 de abril de 2012 falleció su madre, María Pizarro Medina, a causa de un infarto, y fue incinerada en el tanatorio de Chiclana de la Frontera (Cádiz).
El 24 de julio de 2014 Alejandro y su pareja tuvieron a su hija Alma en la Clínica Ruber de Madrid.
En 2019, Alejandro anuncia su separación de su esposa Raquel Perera, tras siete años de matrimonio.
Relacionado sentimentalmente con la artista cubana Rachel Valdés, fue junto con ella a los premios Grammy Latinos 2019 celebrados en noviembre del mismo año, donde la presentó oficialmente y se mantuvieron juntos hasta que finalizaron su noviazgo en mayo de 2023 tras 3 años y medio de relación.

## Canciones para telenovelas y películas
| Telenovela                | Canción                                             | Año  |
| ------------------------- | --------------------------------------------------- | ---- |
| Bullet Train              | "La despedida"                                      | 2023 |
| A que no me dejas         | "Pero tu"                                           | 2015 |
| A que no me dejas         | "A que no me dejas" (dueto con Alejandro Fernández) | 2015 |
| La Guerrera (Salve Jorge) | "No me compares" (dueto con Ivete Sangalo)          | 2012 |
| Amores verdaderos         | "No me compares"                                    | 2012 |
| Esperança                 | "Cuando nadie me ve"                                | 2002 |
| Suave Veneno              | "¿Y si fuera ella?"                                 | 1998 |
| Torre de Babel            | "Corazón partío"                                    | 1998 |
| Candela                   | "La fuerza del corazón"                             | 1995 |

## Televisión

### Coach de La Voz (México) y La Voz (España)
| Edición         | Año  | Cadena        | Finalista              | Posición      |
| --------------- | ---- | ------------- | ---------------------- | ------------- |
| La Voz México 1 | 2011 | Las Estrellas | Óscar Cruz             | Ganador       |
| La Voz España 3 | 2015 | Telecinco     | Marcos Martins         | Segundo       |
| La Voz México 5 | 2016 | Las Estrellas | M.J.                   | Sin Finalista |
| La Voz España 4 | 2016 | Telecinco     | Thaís Rudiño           | Cuarto        |
| La Voz España 7 | 2020 | Antena 3      | Rafael Ruíz (El Bomba) | Sin Finalista |
| La Voz España 8 | 2021 | Antena 3      | Julio Benavente        | Segundo       |